# Lijst van toverspreuken uit Harry Potter
Toverspreuken komen in de Harry Potterboeken geschreven door J.K. Rowling veelvuldig voor. Een toverspreuk in de Harry Potterboeken bestaat uit een handbeweging gemaakt met een toverstok, in combinatie met een uitgesproken incantatie.
In de boeken en de daarop gebaseerde films is de meerderheid van de spreuken gebaseerd op de klassieke talen, in het bijzonder Latijn. Deze woorden zijn echter grammaticaal gezien meestal niet juist.
In Harry Potter en de Halfbloed Prins worden non-verbale spreuken geïntroduceerd. Jongere tovenaars begeleiden elke toverspreuk met een gesproken incantatie, meer gevorderde magiërs gebruiken (ook) non-verbale spreuken.
Ook zijn er spreuken die niet in de boeken voorkomen, maar uitsluitend in de verfilmingen daarvan of alleen in de Harry Potter-spellen.

## Overzicht van spreuken
Hieronder een alfabetisch overzicht van spreuken en vervloekingen uit Harry Potter.

## A
AccioSommeerspreuk. Hiermee kan een tovenaar/heks voorwerpen naar zich toehalen. Lat. Accio = ik sommeer.
AguamentiProduceert een straal helder water uit de toverstok. Lat. Aqua = water. Lat. Menta = Munt (wat kan duiden op fris/helder/vers water).
AlohomoraSpreuk om gesloten ramen en deuren mee te openen.  Hawaïaans Aloha = hallo. Lat. Mora = vertraging
AmnesiaSpreuk waarmee (een deel van) iemands geheugen kan worden gewist. Leden van het Ministerie gebruiken deze spreuk om magische gebeurtenissen uit de geheugens van dreuzels te wissen. Lat. Amnesia = geheugenverlies
Amnesia CompletaSpreuk waarmee iemands geheugen volledig wordt gewist. Dit is de enige spreuk die Gladianus Smalhart wel goed beheerst. Lat. Amnesia = geheugenverlies
AnapneoSpreuk die ervoor zorgt dat iemand weer kan ademen wanneer die dreigt te stikken.  Gr. Anapneo = het ademhalen aan het praten krijgen
Anti-fraudespreuk/Anti-SpiekspreukBezwering onbekend. Deze spreuk wordt uitgesproken over de ganzenveren voorafgaand aan een examen.
Anti-verdwijnselspreukBezwering onbekend. Deze spreuk wordt uitgesproken om te voorkomen dat men kan verdwijnselen. Deze is van toepassing op het terrein van Zweinstein en Villa Malfidus.
ApareciumMaakt onzichtbare voorwerpen en personen zichtbaar. Lat. Apparere = verschijnen of duidelijk zijn.
Aqua EructoBlusspreuk. Zorgt voor een waterstraal uit de toverstok. Lat. Aqua = water. Lat. Eructo = uitwerpen
Arania ExumaiSpreuk waarmee men spinnen kan doden. Wordt door Harry Potter gebruikt in het Verboden Bos tegen een Acromantula (een onderdaan van Aragog). Lat. Aranea = Spin. Lat. Exuo = Ik leg terzijde
Aresto MomentumVertraagt bewegende voorwerpen en personen. Professor Perkamentus gebruikt deze spreuk om Harry Potter af te remmen wanneer hij door toedoen van Dementors van zijn bezem valt. In de achtste film gebruikt Hermelien de spreuk om bij Goudgrijp niet te pletter te vallen. Lat. Aresto = ik stop. Lat. Momentum = tijd, moment
AscendioSpreuk om omhoog te gaan. Deze spreuk is gebruikt door Harry Potter tijdens het Toverschool Toernooi. De spreuk komt alleen in de film voor.  Lat. Ascendo = Klimmen
Atmosferische bezweringRegelt het klimaat. Wordt gebruikt op het Ministerie van Toverkunst en Zweinstein. Spreuk onbekend.
Avada KedavraEen van de Onvergeeflijke Vloeken: de Vloek des Doods. Deze vloek gaat gepaard met een groene lichtflits en zorgt voor een pijnloze dood bij degene die wordt getroffen door de spreuk. Deze vloek doodde onder meer Harry's ouders, Carlo Kannewasser, Alastor Dolleman, Hedwig en Sirius Zwarts. Aramees Avra Kehdabra = Ik creëer door mijn spraak. Latijn Cadavra = een lijk. Gecombineerd: Met mijn spraak maak ik doden. / Ik vermoord door mijn spraak.
AviforsZorgt dat kleine voorwerpen voor een paar seconden in grote vogels veranderen. Komt alleen voor in de Harry Pottergames.  Lat. Avis = vogel
AvisSpreuk die kleine, kwetterende vogels uit een toverstok tovert.  Lat. Avis = vogel

## B
BalsemioHeelt wonden. Nymphadora Tops gebruikte deze spreuk om Harry's neus te genezen.
BanvloekBezwering: depulso. Deze spreuk stuurt een voorwerp weg en is dus het tegenovergestelde van accio. Bij verkeerd gebruik wordt de tovenaar zelf afgestoten.
beentjesplak vloekBezwering: Locomotor Mortis. Wordt gebruikt door Draco Malfidus tegen Marcel Lubbermans in boek 1.
BellenBezwering onbekend. Spreuk die ervoor zorgt dat er niet-brekende, gouden bellen uit een toverstok komen.
BibberkniebezweringBezwering: Locomotor Wigly. Spreuk waardoor men iemand trillende knieën kan bezorgen.
BijvulbezweringBezwering onbekend. Spreuk om glazen en flessen bij te vullen.
Boe-noch-Ba-bezweringBezwering is: snaternix. Bezwering waardoor iemand (tijdelijk) niet meer kan praten. Je tong krult op in je mond waardoor je "boe noch ba kan zeggen".
BombardaDeze spreuk laat onder andere sloten ontploffen. De spreuk wordt gebruikt door Hermelien Griffel om Sirius Zwarts te helpen ontsnappen.  Lat. Bombarda = geschut
Bombarda MaximaDeze spreuk is een sterkere versie van Bombarda. Deze spreuk laat niet alleen sloten ontploffen, maar ook hele muren. Gebruikt door Dorothea Omber om de muur van de Kamer van Hoge Nood te laten ontploffen (in de film)  Lat. Bombarda = geschut. Lat. Maximus -a -um = zeer groot.
BracchiabindoSpreuk om iets of iemand vast te binden.
Bracchium EmmendoDeze spreuk hoort botten te helen, echter wanneer de spreuk verkeerd gebruikt wordt worden de botten verwijderd in plaats van geheeld. De spreuk wordt verkeerd gebruikt door Gladianus Smalhart in de 2e film, wanneer hij probeert Harry's gebroken arm te genezen. Lat. Bracchium = arm. Lat. Emendo = ik zuiver van fouten
BubbelbolbezweringZorgt ervoor dat er een luchtbel om het hoofd van de persoon die de spreuk zegt komt te staan. Deze laat geen water door, en maakt het dus mogelijk om te kunnen ademhalen onder water. Wordt gebruikt in deel vier tijdens het Toverschool Toernooi, en in deel vijf nadat Fred en George Wemel een stinkend gas in de gangen van Zweinstein hadden verspreid.

## C
Capacious extremisDeze extreem moeilijke spreuk maakt het mogelijk om oneindig veel spullen in iets op te bergen. Gebruikt door: Hermelien Griffel, Levenius Lorrebos, het ministerie en Arthur Wemel
Carpe RetractumMet deze spreuk kan men zichzelf naar voorwerpen toetrekken of andersom. De spreuk heeft wel wat weg van de spreuk Accio. Lat. Carpere = plukken. Lat. Retractare  = terugtrekken
Cave inimicumDeze spreuk zorgt voor een onzichtbaar beschermschild rondom een gebied, om vijanden op afstand te houden. Deze spreuk wordt gebruikt door Hermelien, wanneer ze de kampeerplek beschermt met toverspreuken, terwijl ze naar de lucht wijst.  Lat. Cave = Pas op (gebiedende wijs). Lat. Inimicus = vijand; dus letterlijk: pas op voor de vijand!
Cistem AperioOpent gesloten (schat)kisten. Gebruikt door Marten Vilijn (alias Voldemort) die hem gebruikte om een kist open te maken met daarin de spin Aragog.  De spreuk wordt gebruikt in deel vier door professor Sneep om de kist te openen waar de echte professor Dolleman in zat.  Lat. Cista = kist, koffer. Lat. Aperio = Ik open
ColloportusSpreuk om een deur te verzegelen. De spreuk gaat gepaard met een zuigend geluid. Lat. Collere = plakken. Lat. Portus/-a = poort. Dus letterlijk: ik plak een/de poort.
Conjurus InfarctusVerdwijnspreuk (gebruikt bij Transfiguratie)
ConfringoDeze spreuk laat een object ontploffen. Bijgenaamd de dondervloek. Hermelien maakt hiermee in het zevende deel de staf van Harry kapot.  Lat. Confringo = ik maak kapot
ConfundoWaanzichtspreuk. Maakt het slachtoffer in de war. Lat. Confundo = ik breng in verwarring
ContagrauitatisHet resultaat van de spreuk is een ogenschijnlijk onschuldige nevel die boven de grond zweeft, maar zodra men erdoorheen loopt, lijkt het alsof de wereld ondersteboven hangt. Contra = tegen, grauitatis = zwaartekracht.
CrucioEen van de drie Onvergeeflijke Vloeken: de martelvloek. Laat mensen over wie de vloek wordt uitgesproken het gevoel geven alsof al zijn botten in brand staan en er overal messen in zijn lichaam worden gestoken. Harry Potter komt voor het eerst in aanmerking met de vloek in het 4e boek en film. Lat. Crucio = ik martel

## D
DirigeWindroosbezwering. Te gebruiken als kompas: je toverstok wijst dan altijd naar het noorden. Wordt gebruikt door Harry in deel 4 voor het Toverschool Toernooi.
Darmuitdrijvende VloekDeze spreuk drijft de darmen uit iemands lichaam. Wordt gebruikt in het St. Holisto's Hospitaal voor Magische Ziektes en Zwaktes.
DefodioDeze spreuk wordt in deel 7 gebruikt om stukken van het plafond weg te snijden.
DeletriusHiermee kan men het Duistere Teken of een ander opgeroepen beeld weer laten verdwijnen. Lat. Delere = vernietigen; Eng. Delete.
DensaugeoDeze spreuk laat de tanden van iemand groeien. Malfidus laat in het vierde boek de tanden van Hermelien Griffel (eng. Hermoine Granger) groeien met deze vloek. Lat. Dens = tand; Augeo = ik vergroot
DeprimoBlaast een gat in een muur of vloer.  Lat. Deprimo = diep
DeplasmaSpreuk om ectoplasma/vuil te verwijderen (pc-game).
DepulsoMet deze spreuk kan men dingen, dieren en mensen afstoten. Deze spreuk is het tegenovergestelde van Carpe Retractum. Lat. Depulso = Ik duw aan de kant
DescendoDeze spreuk laat een voorwerp zakken. Ron gebruikt deze spreuk om een luik in het plafond van zijn kamer te openen en er een ladder uit te laten zakken.  Lat. Descendere = afdalen
DetentioSpreuk die iets of iemand in touwen wikkelt. Gebruikt door Dorothea Omber tegen de Centauren, om ze te laten stikken. Lat. Detendere = ontspannen.
DiffindoMet deze spreuk kan men iets vernielen/versplinteren. Wordt gebruikt om planten te 'snoeien' maar ook om boeken van hun kaft te verlossen. Wordt ook door Harry Potter gebruikt om een tas kapot te scheuren, en kan worden gebruikt om touwen door te snijden. Lat. Diffindere = splijten.
DiminuendoMet deze spreuk kan men dingen of mensen verkleinen.  Lat. Deminuere = verkleinen.
DissendiumSpreuk om iets te openen zoals de geheime gang achter de Gebochelde Heks in Zweinstein.  Lat. Discendo = afbuiging
DraconiforsSpreuk die drakenbeelden in echte draken verandert. Komt alleen voor in de spellen. Lat. Draco = draak
DuivelsvuurDeze spreuk creëert vervloekt vuur. Het vuur neemt vormen aan van vurige beesten, zoals gloeiende slangen, Chimaera's en draken. Het kan ook worden gebruikt om een Gruzielement te vernietigen. Vincent Korzel gebruikte deze spreuk in de Kamer van Hoge Nood (in de verfilming is dit Karel Kwast).
DuplicatusDeze spreuk kopieert een voorwerp. Hermelien gebruikt deze spreuk wanneer ze het medaillon van Zwadderich (een Gruzielement) van Dorothea Omber steelt: ze maakt er eerst een duplicaat van zodat Omber niet onmiddellijk merkt dat het gestolen is.  Lat. Duplicare = verdubbelen
DuroDeze spreuk verandert een voorwerp, zoals een tapijt, in steen.  Lat. Duro = hard maken

## E
EbbublioBlaast de vijand op, en laat hem daarna in honderden belletjes exploderen. Komt alleen voor in de spellen. Lat. Ebullare = opborrelen, uitspatten
Eet SlakkenLaat de vijand slakken opboeren. Ron gebruikt hem in deel 2 op Malfidus maar door zijn kapotte toverstok raakt hij zichzelf. Bezwering onbekend.
EmancipareMaakt touwen los.
EnervatioMet deze spreuk maakt men de spreuk Paralitis ongedaan.
EngorgioSpreuk om dieren of dingen te vergroten. Dolleman gebruikt hem in een van zijn lessen op een spin.
Engorgio skullusVergroot iemands hoofd.
EpiskeyHeelt wonden die zijn opgelopen tijdens de strijd/een duel.
ErectoPakt een voorwerp (bv. een tent) uit en zet het op. Wordt gebruikt door Hermelien in deel 7. Lat. Erectum = opgericht
Expecto PatronumRoept een Patronus op die bescherming biedt tegen onder andere Dementors en de Stik-de-moord. Een Patronus is een positieve kracht die de vorm van een dier heeft. Een Patronus is ook te gebruiken als communicatiemiddel.  Lat. Exspectare = verwachten. Lat. Patronus = beschermer; letterlijk: ik verwacht een beschermer.
ExpelliarmusDe ontwapeningsspreuk. Deze spreuk ontwapent een tegenstander.  Lat. Arma = wapens en Expello = verdrijven/verjagen/weghalen.
ExpulsoDeze spreuk laat een voorwerp ontploffen. Ook wel bekend als Bombarda Maxima.  Lat. Pulso = slaan
EvanescoDeze spreuk kan voorwerpen laten verdwijnen. (Voor een slang is dat bijvoorbeeld: Vipera Evanesca.) Lat. Evanescere = verdwijnen (afnemen, zich oplossen)
Everte StatumDuwspreuk, laat de tegenstander tollend achterover vallen.

## F
FerulaMet deze spreuk kunnen breuken worden gespalkt.  Lat. Ferula = stok.
Fianto DuriEen spreuk die, wanneer het in combinatie wordt gebruikt met Protego Maxima en Repello Inimicum, een bijna ondoordringbare magische beschermende barrière creëert.
FideliusbezweringBezwering onbekend. Hierbij wordt een geheim opgeslagen in één levende ziel (de geheimhouder). Het geheim blijft verborgen totdat de geheimhouder besluit het geheim openbaar te maken. Gebruikt om het huis van Lily en James Potter en om het hoofdkwartier van de orde van de feniks te beschermen. Lat. Fides = trouw.
FinestraLaat een raam of venster verdwijnen. Wordt gebruikt door Newt Scamander in Fabeldieren en Waar ze te Vinden, om een juwelierszaak binnen te komen. Lat. Finestra = venster.
FiniteStopt het effect van de voorgaande spreuk of bezwering. Lat. Finite = een eind maken aan, afmaken.
Finite IncantatemDeze spreuk maakt alle andere spreuken ongedaan. Gebruikt door Hermelien op een dolle beuker in het 2e deel. Lat. finite = einde. Lat. Cantio = betovering.
FlagratoSpreuk om iets mee te markeren. Teken met de toverstok een kruis in de lucht en er verschijnt een vurige ‘X’ op hetgeen men wil markeren. Lat. Flagrare = branden, opvlammen.
FlipendoOptaterspreuk. Duwt mensen omver.
FnuikspreukBezwering onbekend. Zorgt ervoor dat er niets kan doordringen door een bepaald voorwerp, zoals een deur. Er kan dan niets aan vastplakken en er komt ook geen geluid door.
FulgariBindt iemand vast met strakke touwen. Wordt in deel 8 door de dochter van Voldemort gebruikt tegen Scorpius en Albus.
FurnunculusSpreuk die ervoor zorgt dat iemand vol met zweren komt te zitten.

## G
Geomanni PesternomiVerstijvingspreuk. Smalharts versie van een verstijvingspreuk. Bleek weinig effectief in de praktijk
GlaciusDeze spreuk dooft het vuur en kan andere mensen in ijs veranderen. Lat. Glacius = ijs
GlisseoDeze spreuk zorgt ervoor dat de treden van een trap verdwijnen, en de trap in een glijbaan verandert. Frans glisser = glijden
GlucioEen permanente plakbezwering. Onder andere gebruikt door Sirius Zwarts. Lat. Gluten = lijm
GniffelspreukenBezwering onbekend. Zorgt ervoor dat de persoon over wie deze spreuk wordt uitgesproken gaat lachen.
GommibommiSpreuk die iets of iemand in volle vaart laat wegschieten. Deze gebruikt Professor Lupos op Foppe (de klopgeest) als hij kauwgom in een slot propt.

## H
HaarfijnspreukSpreuk om je haar te laten groeien en dikker te laten worden. Spreuk is onbekend. Maarten Windeling behekst in het vijfde deel Alicia Spinet met deze spreuk.
Harmonia Nectere PassusSpreuk om in de verdwijnkast iets te laten verdwijnen. Gebruikt door Draco Malfidus in het 6e deel. Je moet wel heel erg geconcentreerd zijn anders werkt de spreuk niet.
HerbivicusLaat planten heel snel groeien. Lat. Herba = plant
Homenum revelioGeeft aan of er mensen aanwezig zijn. Lat. Homo = mens. Eng. Reveal = verklappen
HomorfusbezweringMet deze bezwering verander je een weerwolf weer in een mens. De exacte spreuk is onbekend, volgens Gladianus Smalhart is hij "ongelofelijk complex". Lat. Homo = mens.
HouvastbezweringDeze bezwering heeft twee uitwerkingen. Met de ene kan men een voorwerp beter vasthouden (uitgevonden in 1875). De andere is in 1985 uitgevonden voor Jagers, zodat ze met hun handen de Slurk kunnen vasthouden.
Huppel-Kliek-rembezweringRembezwering speciaal voor de bezem Komeet 140. De naam van de bezwering is afgeleid van de uitvinders van de bezwering, Ed Huppel en Rudolf Kliek, eigenaren van de Handelsmaatschappij De Komeet.
HygiënaMet deze spreuk kun je viezigheid zoals bloed of modder verwijderen.

## I
Ignis diaboli
duivelsvuur, wordt gebruikt door Vincent korzel in boek 7.

ImpedimentaDeze spreuk wordt ook wel de "stremspreuk" genoemd. Hij zorgt ervoor dat een aanval (voor korte tijd) vertraagd wordt door middel van een (onzichtbare) barrière. Door de kracht van de spreuk kan de persoon over wie de spreuk wordt uitgesproken door die barrière de lucht in worden geduwd. De spreuk veroorzaakt ook verlamming, net als bij de spreuk Paralitis.  Lat. Impedimentum = hindernis of belemmering.
ImperioEen van de Onvergeeflijke Vloeken: deze spreuk geeft volledige controle over het slachtoffer. Hij of zij handelt volledig naar de wil van de heks of tovenaar die deze spreuk uitspreekt. Lat. Imperare = bevelen. Dus letterlijk: ik beveel.
IncendioSpreuk om iets in brand te steken. En in het eerste deel is het een spreuk om planten bij Kruidenkunde te verdoven/snoeien. Lat. Incendere = in brand steken. Dus letterlijk: ik steek in brand.
InflamentaVerbrandt iets.
Iniuriam MaledicatVerdedigingsspreuk. Laat een vloek terugkaatsen.
ImmobilusSpreuk om levende dingen tot rust te brengen. Gebruikt door Hermelien Griffel in het 2e deel tegen de aardmannetjes. Lat. im = niet, mobilare = bewegen
Inanimatus ConjurusSpreuk om levenloze voorwerpen tot leven te wekken. Lat. inanimus = levenloos, conjure is Engels voor toveren.
InflatusDe spreuk blaast de vijand op tot een grote bal en laat hem dan na een tijdje ontploffen. Wordt alleen gebruikt in de spelen op vuursalamanders.

## K
KaarsenmagieBezwering onbekend. Een spreuk die ervoor zorgt dat kaarsen ontbranden en dat ze de lucht in zweven. Is op Zweinstein ook gebruikt.
KameoflagespreukEen ferme tik op je hoofd bij deze spreuk en je neemt exact dezelfde kleur en structuur aan als hetgeen achter je. Het voelt alsof iemand een ei op je hoofd stukslaat en er lijken koude kloddertjes langs je lichaam omlaag te lopen. Dwaaloog Dolleman zorgt er met deze spreuk voor dat Harry vermomd wordt als ze naar het hoofdkwartier van de Orde van de Feniks in Londen vliegen in deel 5.
Kanarie transfiguratieEen tijdelijke vloek die iemand verandert in een grote kanarie. Na een paar seconden begint de getransfigureerde persoon zijn/haar veren te verliezen en verandert dan weer terug in zichzelf. Fred en George Wemel beheksen een paar kano's (koekjes). Als je deze eet verander je tijdelijk in een kanarie.
KleurveranderingspreukMet deze spreuk kun je voorwerpen en dieren van kleur veranderen. Harry Potter moest deze spreuk uitvoeren met een rat tijdens het SLIJMBAL-examen.
Knieachterwaarts VloekBezwering onbekend. Plaatst de knieën van de persoon over wie deze vloek wordt uitgesproken achterstevoren.
KussenbezweringBezwering "Trampolino". Bezwering die ervoor zorgt dat er een onzichtbaar kussen verschijnt op een bezem waardoor je comfortabeler op je bezem zit. Albus Potter gebruikt hem in Harry Potter en het Vervloekte Kind om van de trein te springen en zacht te landen.

## L
Lacarnum InflamaraeLaat vlammen uit de punt van de toverstok komen. Gebruikt door Hermelien Griffel in het 1e deel.
LapiforsHiermee kun je een standbeeld van een konijn in een echt konijn veranderen.
LegilimensZorgt ervoor dat de uitvoerder van deze spreuk de gedachten kan 'lezen' van het doelwit (een andere tovenaar). Lat. legere = lezen en mens = gedachte
LeviosoHiermee laat je mensen zweven en kun je ze ondertussen schade toedienen in de game Hogwarts Legacy.
LevicorpusHangt iemand ondersteboven aan zijn enkels. Lat. Levere = optillen. Lat. Corpus = lichaam; letterlijk: hef het lichaam.
LiberacorpusTegenvloek van levicorpus, het lichaam valt uit de lucht. Lat. Liberare = bevrijden en Corpus = lichaam
LocomotorDeze spreuk laat een voorwerp een paar centimeter van de grond komen en je toverstok volgen.
Locomotor MortisVloek van Beentjeplak Laat de benen van het slachtoffer aan elkaar plakken.  Eng. Locomotion = beweging en Lat. Mortis = dood
Locomotor WiglyBibberkniebezwering. Bezorgt iemand trillende knieën
LumosZorgt voor een klein lichtje op je toverstaf. Harry gebruikt de spreuk in het 3e deel om de sluipwegwijzer te lezen. Lat. Lumen = licht.
Lumos duoZorgt voor een fel licht uit je toverstaf.
Lumos maximaZorgt voor een zeer fel licht uit je toverstaf. Lat. Maximus -a -um = zeer groot.
Lumos solemZorgt voor één heel felle lichtflits uit de punt van je toverstaf. Lat. Solem = van de zon.

## M
MeloforsVerandert het hoofd van je tegenstander in een pompoen. (Alleen in spel 3 en 4.)
Merg-en-beenbezweringZorgt ervoor dat er een hard alarmsignaal afgaat als iemand op een bepaald, meestal verboden tijdstip rondloopt op de plek waar de vloek is over uitgesproken.
Het MerkBezwering die magische activiteit rond minderjarigen detecteert, zodat het Ministerie kan vaststellen of je niet tovert als je nog geen 17 jaar bent. De bijbehorende spreuk wordt niet genoemd.
Metamorfotiaanse MartelingEen vloek die volgens Gladianus Smalhart dodelijk is. Hij denkt dat Mevrouw Norks door deze vloek geraakt is, terwijl schoolhoofd Albus Perkamentus zegt dat ze "gewoon" versteend is. Waarschijnlijk heeft het Duistere tovenaarsartikel de Metamorfmedaillon iets met deze vloek te maken.  Lat. metamorfose = gedaanteverwisseling
MeteolojinxSpreuk die een windstorm oproept. Wordt alleen gebruikt in de game Hogwarts Mystery.
Meteomaledictus recantoUitwerking onbekend. Meneer Wemel  adviseert Ron (vermomd als Roel Malkander met Wisseldrank) deze spreuk om de regen te stoppen in een kantoor van het Ministerie van Toverkunst. Gr. Meteorologie = meteorologie. Lat. Maledictus = vervloekt. Lat. Recanto = zingen
MobiliarbusVerplaatsingsspreuk, met deze spreuk kun je dingen verplaatsen. Lat. Mobilis -is -e = beweeglijk.
MorsmordreMet deze spreuk roep je het duistere teken op. Deze spreuk werd gebruikt door Barto Krenck jr tijdens het WK Zwerkbal en in Harry Potter en de Halfbloed Prins Lat. Mordere = bijten en Mors = dood... Vergelijkbaar met 'death-eaters', de oorspronkelijke Engelse benaming voor 'dooddoeners'.
MobilicorpusSpreuk om iemand in de lucht te laten zweven, alsof er onzichtbare touwtjes aan polsen, knieën en nek zijn gebonden. Lat. Corpus, Corpora = lichaam.
Momentum totalisVloek der totale verstening, gebruikt door Hermelien Griffel in het laatste boek om de onverwachte dooddoeners in Londen te verstenen. In de verfilming wordt overigens Petrificus Totalis gebruik door Hermelien Griffel.
MurmelioSpreuk die gegons in de oren van de persoon laat horen waarover de spreuk uitgesproken wordt. Zorgt ervoor dat een gesprek gevoerd kan worden zonder dat de omgeving het hoort. Kan ook gebruikt worden voor bescherming op een plek zodat anderen niets kunnen horen.

## N
NoxTegenovergestelde van 'Lumos'; dooft de lichtstraal. Lat. Nox = nacht.
NonpluviusSpreuk waardoor iets waterafstotend wordt. De spreuk wordt gebruikt in het 3de deel om de bril van Harry waterafstotend te maken zodat hij geen last had van de regen bij zwerkbal. Ook wordt deze spreuk in het 7de deel gebruikt om de tent van Hermelien, Ron en Harry waterafstotend te maken. Lat. non = niet, geen. Lat. pluvius = nat.
NebulusZorgt voor een dikke mistwolk. De spreuk wordt gebruikt door Albus Perkamentus als hij met Newt Scamander op een dak staat in de film Fantastic Beasts: the Crimes of Grindelwald.

## O
ObliviateSpreuk waardoor de herinneringen van iemand gewist worden. Werd bijvoorbeeld gebruikt door Hermelien Griffel om de geheugens van haar ouders te wissen (in het laatste boek/film). Lat. Oblitus = Vergeten
ObscuroSpreuk waardoor de betreffende persoon een blinddoek draagt. Werd gebruikt door Hermelien Griffel tegen Firminus Nigellus.  Lat. Obscurus = Donker
OcclumensMet deze spreuk sluit je gedachten af tegen inbreuk van buitenaf (met de legilimens-spreuk). Lat. Occludere = afdekken, afsluiten en mens = gedachte.
Oculus ReparoMet deze spreuk repareer je een kapot voorwerp. Hermelien gebruikt deze spreuk in deel 1 en 2. Lat. Oculus = oog en Reparare = repareren. Dus letterlijk: ik repareer een oog.
OppugnoDeze spreuk stuurt opgeroepen dieren op iemand af. Deze spreuk gebruikt Hermelien Griffel in deel 6. Lat. oppugnare = belegeren; oppugno = ik beleger
OperoOpent een gesloten deur. Wordt gebruikt door Newt Scamander in Fabeldieren en Waar ze te Vinden (de film)
OrchideaSpreuk die een bos bloemen uit de toverstok tovert. Komt in de spelen ook voor als "orchideus" om doolzompen mee op te blazen en te veranderen in bloemen. wordt door olivander gebruikt bij het schouwen der stokken in deel 4.
OrchideusZorgt ervoor dat de tegenstander (voornamelijk doolzompen) opblaast en verandert in een bos bloemen, anders dan Orchidea.

## P
ParalitisVerlammingspreuk. Verlamt het doel van de spreuk. Uit de toverstok komen een of meer lamstralen. Hoe beter je de vloek beheerst, hoe meer lamstralen er uit de toverstok komen.  Lat. Paralitus = verlam
Partis TemporusSpreuk die een  tijdelijk gat in een andere spreuk creëert om te kunnen ontsnappen.
PeperademDeze vloek ziet Harry in een boek tijdens de voorbereiding voor het Toverschool Toernooi staan. Incantatie onbekend. Het geeft draken extra vuurkracht.
Piertotum locomotorDeze spreuk werd  gebruikt door Professor Anderling om alle standbeelden en harnassen in Zweinstein tot leven te wekken zodat ze mee kunnen vechten in de Slag om Zweinstein.
PericulumEen teken van gevaar in de vorm van rode vonken (uit deel 4 als Harry begint met het Toverschool Toernooi) oproepen. Lat. Perīculum = gevaar
Petrificus TotalusSpreuk die iemand totaal verstijft. Gebruikt door Hermelien op Marcel in deel 1. Lat. Petrificare = verstijven. Lat. Totalus -a -um = helemaal
PortusSpreuk om van een willekeurig voorwerp een ViaVia te maken. Lat. Portare = dragen, brengen, vervoeren.
Prior incantatoDit is een spreuk waarmee je kan tonen welke spreuken recent met een toverstaf zijn uitgevoerd. De spreuken verschijnen in omgekeerd chronologische volgorde (laatste verschijnt eerst) uit de toverstaf in kwestie. Lat. Prius = eerder, vroeger. Lat. Incantare = met toverspreuken wijden.
ProtegoSchildspreuk. Wordt gebruikt om kleine vloeken af te weren. Kan ook soms terugkaatsen naar de degene die de vloek heeft uitgesproken, die dan zelf vervloekt wordt. Lat. Protegere = beschermen, verdedigen. Dus letterlijk: ik bescherm.
Protego horribilisSchildspreuk die waarschijnlijk sterker is dan Protego. Lat. Horribilis = vreselijk
Protego MaximaEen van de sterkste schildspreuken, wordt gebruikt door Filius Banning, Hildebrand Slakhoorn en Molly Wemel om Zweinstein te beschermen tegen Dooddoeners en Bloedhonden, tijdens de Slag om Zweinstein.
Protego totalumSchildspreuk die waarschijnlijk sterker is dan protego. Deze spreuk wordt door Hermelien gebruikt om haar kampeerplek te beschermen met toverspreuken.
ProteusSpreuk om iets van vorm te veranderen. Proteus is een god uit de Griekse mythologie, die van gedaante kon veranderen.

## Q
QuietusSpreuk waarmee je luide stem (door de spreuk sonorus) weer normaal wordt. Lat. Quietus -a -um = stil, rustig.
Quietis temporeSpreuk waarmee je de tijd even stil kunt zetten. Lat. Quietus -a -um = stil, tempus = tijd.

## R
Revelata tua secretaMet deze spreuk onthul je geheimen van een magisch voorwerp. Severus Sneep gebruikt deze spreuk op de Sluipwegwijzer in deel 3. Lat. Revelata tua secreta = Onthul jezelf
ReducioSpreuk waarmee iets of iemand die vergroot is (door de spreuk engorgio) weer normaal wordt. Lat. Reducere = terugbrengen.
ReductoGruizelspreuk. Vloek om vaste voorwerpen aan stukken te blazen. Wordt gebruikt door Marcel in deel 5 bij de SVP  Lat. Reducere = terugbrengen: .
ReparoSpreuk waarmee je kapotte objecten repareert. Wordt gebruikt door Hermelien in deel 1 om Harry's bril te repareren. Lat. Reparare = herstellen; letterlijk: Ik herstel.
RelashioDeze spreuk dient om je te bevrijden van iets waardoor je vastgehouden wordt. Wanneer je de spreuk onder water gebruikt spuiten er hete stralen kokend water uit je staf.
RenervatioDeze spreuk is bedoeld om iemand weer bij bewustzijn te brengen. Harry gebruikt deze spreuk twee keer op Perkamentus
Repello DreuzelandusSpreuk die ervoor zorgt dat Dreuzels weg blijven van een bepaalde plek (ook wel bekend als anti-dreuzelspreuk).  Lat. Repello = terugstoten; verdrijven.
Repello InimicumDefensieve spreuk, wordt gebruikt in de slag om Zweinstein. Lat. Repello = terugstoten; verdrijven. Inimicus = vijand; letterlijk: Ik verdrijf de vijand.
RictusempraKietelspreuk. Harry gebruikte deze spreuk bij de duelleerclub tegen Draco Malfidus. Hierdoor klapte Malfidus dubbel, naar adem happend. Lat. Rictus = grijns. Semper = altijd.
RidiculusSpreuk om boemannen te verjagen. Terwijl je de spreuk uitspreekt moet je aan iets grappigs denken. Lat. Ridiculus -a -um = belachelijk.
RevelioSpreuk die de ware aard van een getransfigureerd object of persoon laat zien. Wordt gebruikt in de game Hogwarts Mystery. Ook komt de spreuk voor in de filmserie Fantastic Beasts and Where to Find Them.

## S
Salvio hexiaCamoufleerbezwering. Deze spreuk wordt gebruikt door Hermelien, wanneer ze de kampeerplek beschermt met toverspreuken.
SanitatoSpreuk om dingen op te ruimen en schoon te maken. Lat. Sanus -a -um = gezond, proper.
Scalperen in een wipDeze vloek ziet Harry in een boek tijdens de voorbereiding voor het Toverschool Toernooi staan. Incantatie onbekend. Spreuk waarmee je iets scalpeert. bijvoorbeeld een draak
SectumsempraGevechtsspreuk, heeft het effect van een onzichtbaar zwaard dat je tegenstander aanvalt. Spreuk is bedacht door de Halfbloed Prins. Harry gebruikt hem in deel 6 op Draco Malfidus, zonder dat hij precies weet wat de spreuk doet. Ook probeert Harry deze spreuk te gebruiken tegen een hele groep Necroten. In deel 7 probeert Sneep hem te gebruiken op een Dooddoener, maar mist, zodat de spreuk George raakt. Lat. Secare = snijden, doorsnijden. Lat. Semper = altijd.
SerpensortiaZorgt ervoor dat er een slang uit je toverstok komt. In deel 2 gebruikt Draco Malfidus de spreuk tijdens een duelleerklas, waarna Harry onbedoeld bekendmaakt dat hij Sisselspraak spreekt. Lat. Serpens, Serpentes = slang; Sortire = uitgaan.
SilencioMonddoodbezwering. Zorgt ervoor dat mensen en dieren geen geluid meer kunnen produceren. Lat. Silencium = stilte.
SnaternixDeze spreuk plakt de tong van iemand vast aan zijn gehemelte.
SonorusSpreuk waardoor je stem velen malen luider wordt. Wordt in de boeken meerdere keren gebruikt door professor Perkamentus en Ludo Bazuyn. Lat. Sonus = geluid.
Specialis revelioSpreuk om iets wat verborgen is tevoorschijn te laten komen. Lat. Specialis -is -e = speciaal en Revelire = verschijnen.
SponcificoSpreuk (in de computerspellen) om sponcificeertegels elastisch te maken, waardoor je ermee omhoog kan springen.
StekeltongDeze vloek ziet Harry in een boek tijdens de voorbereiding voor het Toverschool Toernooi staan. Incantatie onbekend. Spreuk om stekels op een tong te doen ontstaan. Dit lijkt Harry echter geen bruikbare spreuk aangezien deze de draak enkel gevaarlijker zou maken.
StriemvloekVervloeking die striemen op iemands gezicht creëert, zorgt voor een rode brandvlek.

## T
TarantallegraTapdansspreuk deze spreuk zorgt ervoor dat je gaat tapdansen. Deze spreuk wordt gebruikt in Harry Potter en de geheime kamer (deel 2 van de Harry Potter-serie) tegen Harry Potter door Draco Malfidus bij de duelleer club
Tornbetovering (Diffindo)Ron gebruikt deze bezwering in deel 4 om zijn kanten en kraagjes aan zijn galagewaad te verwijderen.

## V
VerdimilliousBezwering waardoor een reeks groene vlammen uit de toverstok schieten.
Vipera EvanescaDeze spreuk gebruikt Sneep (film 2) om de slang die Malfidus heeft opgeroepen op te lossen. Lat. Vipera = adder, slang. Lat. Evanescere = verdwijnen
VleddervleervloekSpreuk onbekend. Deze spreuk zorgt ervoor dat er vleermuizen vliegen uit de neusgaten van de persoon waarover de spreuk wordt uitgesproken. Deze vallen hem of haar hierna aan.
Vera VertoEen spreuk waarmee een dier in een beker wordt veranderd.
VentusSpreuk die een sterke windvlaag veroorzaakt gericht op een tegenstander, of om mensen op te tillen. Lat. Ventus = wind
Vivio CompletaAls de spreuk binnen 5 minuten nadat iemand is geraakt door Amnesia Completa wordt gebruikt op die persoon zal hij zijn geheugen terugkrijgen. Lat. Vivo = Ik leef. Lat. Completa = Helemaal
Volate AsendereLaat een voorwerp/wezen omhoog schieten. Wordt door Gladianus Smalhart toegepast op een slang tijdens de duelleerles. Lat. Ascendens = Opgaand, opklimmend
Vulnera SanenturWondengeneesspreuk. Dit is de spreuk waarmee Sneep de wonden van Malfidus heelde nadat Harry Sectumsempra tegen Malfidus had gebruikt. Lat. Vulnus = Wond. Lat. Sanare = Genezen, helen

## W
Wingardium LeviosaZweefspreuk, laat voorwerpen zweven. Deze spreuk wordt voor het eerst gebruikt in Harry Potter en de steen der wijzen (deel 1 in de Harry Potter-serie). Later in Harry Potter en de geheime kamer (deel 2 van de Harry Potter-serie) wordt deze spreuk gebruikt door Harry Potter om cupcakes te laten zweven.